# Jacobinia virgata
Jacobinia virgata là một loài thực vật có hoa trong họ Ô rô. Loài này được (Oerst.) Hemsl. mô tả khoa học đầu tiên năm 1882.